# Dudleya brittonii
 (février 2024).
Espèce
Répartition géographique
Synonymes
Dudleya candida subsp. brittonii (D.A.Johans.) Moran
Dudleya brittonii est une plante succulente de la famille des Crassulaceae. Il est originaire de la côte nord de la Basse-Californie, au Mexique. Les deux formes de la plante ont des feuilles jaunes sur une rosette groupée au sommet d'un grand pédoncule rouge-violet. La forme blanche de la plante possède une cire épicuticulaire crayeuse qui reflète la lumière et réagit avec l’eau. La forme verte de la plante est plus courante et présente dans une gamme plus large. C'est l'un des plus grands des Dudleya.

## Description
Dudleya brittonii a un caudex court et robuste, souvent couvert de feuilles sèches. Les rosettes poussent souvent solitairement à partir du caudex. Les feuilles basales sont nombreuses et dressées. Les feuilles les plus jeunes sont linéaires-lancéolées, les feuilles plus âgées sont oblongues-lancéolées et beaucoup plus larges et turgescentes à la base. Les feuilles mesurent 7 à 11 cm de long et les feuilles plus âgées mesurent 4,5 à 5,5 cm de large à la base. Les feuilles sont plates au-dessus du milieu mais convexes des deux côtés en dessous, avec une carène sous-médiane sur la face supérieure, apiculée à acuminée, souvent avec une pointe subulée rouge. Avec l'âge, les feuilles deviennent héliotropes rougeâtres.
La tige fleurie naît des feuilles basales, fines, dressées et rouge-violet. Les bractées sont horizontales, très fines, longuement lancéolées, encerclent à moitié la tige, acuminées, vert clair ou rouges et ont tendance à se flétrir rapidement après la floraison.

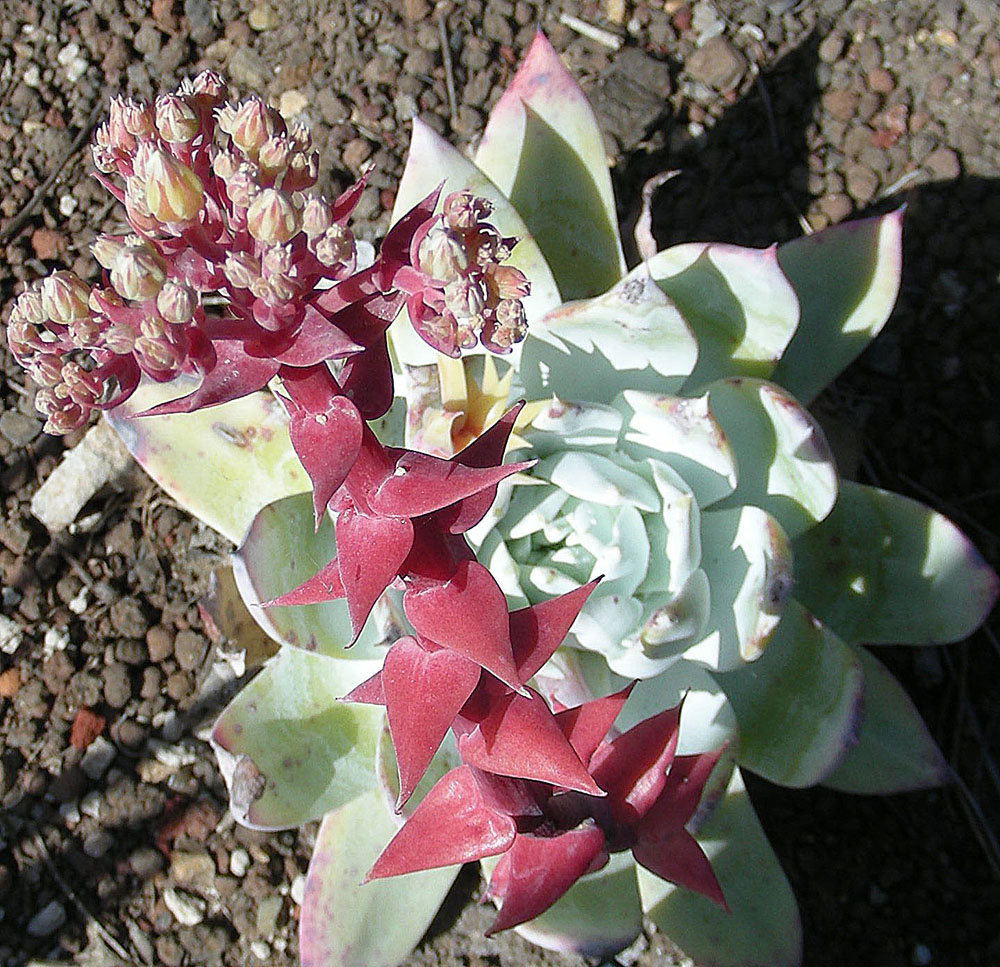
Spécimen cultivé en fleurs. Notez les fleurs jaunes, le pédoncule rouge et les grandes bractées qui distinguent clairement cette espèce du plus petit Dudleya pulverulenta.

L'inflorescence est cymeuse, d'environ 10 cm de diamètre mais étroite latéralement, avec des rameaux rouge vif portant des pédicelles dressés et minces de 7 à 9 cm de long.
La fleur a un calice vert vif d'environ 5 mm de long, avec des segments aigus et longuement lancéolés. La corolle est dressée, d'une longueur d'environ 9 mm, fendue aux deux tiers jusqu'à la base, composée de segments linéaires-lancéolés. Les pétales sont hyalins à blanc pâle, avec la carène imprégnée de jaune.
Les feuilles de la forme glauque de Dudleya brittonii sont recouvertes d'une cire épicuticulaire blanche poussiéreuse, crayeuse et farineuse. La cire à l'état farineux sur les feuilles est attirée par l'eau et recouvre les gouttes sur les feuilles et empêche leur évaporation. La cire a la réflectivité ultraviolette mesurée la plus élevée de toutes les plantes.
Dudleya brittonii ressemble en apparence à D. pulverulenta, qui partage une répartition qui se chevauche, et à D. ingens, qui n'est présente que plus au sud.

## Taxonomie
Dudleya brittonii a été découverte par un certain M. Howard E. Gates à l'embouchure d'un canyon au nord du 32e parallèle, soi-disant « à mi-chemin entre Descanso et Ensenada ». D. brittonii a été décrit par Donald A. Johansen en 1933, dans le quatrième volume du Cactus & Succulent Journal of America.
Il porte le nom de Nathaniel Lord Britton, l'un des botanistes qui ont décrit pour la première fois le genre Dudleya.

### Forme verte

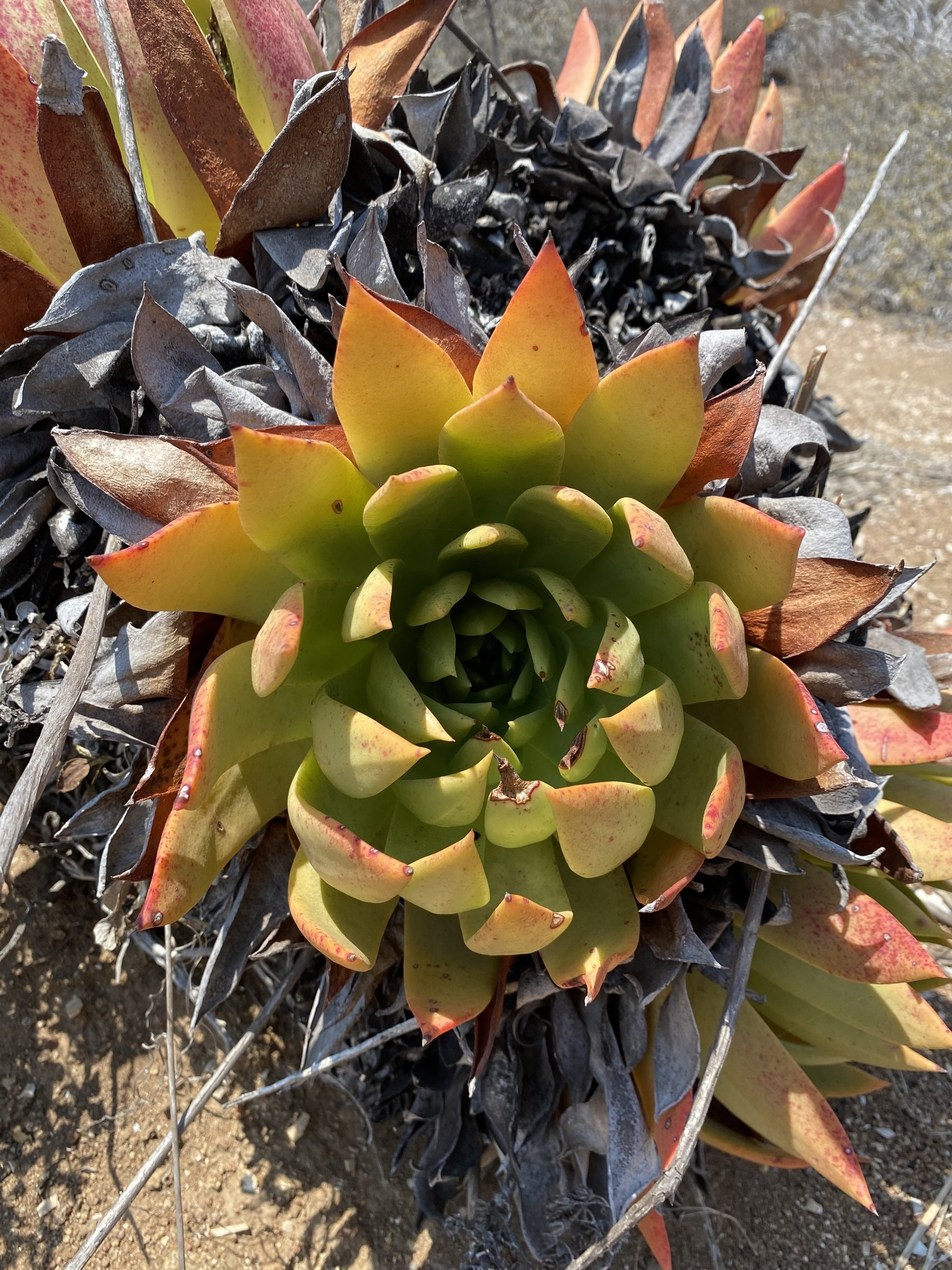
La « forme verte » de Dudleya brittonii

La forme verte de D. brittonii est considérée par certains auteurs comme une espèce distincte, décrite comme Dudleya viridis P.H. Thomson,,
Il existe plusieurs différences dans la morphologie de D. brittonii et D. viridis.
- Le feuillage de D. viridis a une coloration vert pomme distinctive, vert doré à vert foncé brillant. D. brittonii a une coloration blanche.
- D. viridis a des capitules pendants, des bractées recourbées et des fleurs jaune crème, jaune foncé ou blanches. D. brittonii a des capitules dressés, des bractées horizontales et des fleurs jaune pâle ou blanches.
- D. viridis a aussi peu que 40 feuilles chez les jeunes plantes et jusqu'à 190 feuilles chez les vieilles plantes, le plus grand nombre dans le genre Dudleya.
- D. viridis se courbe en forme de « boule » lorsqu'il est en dormance.

De plus, la période de floraison entre la forme verte et la forme glauque est très divergente, la forme verte fleurissant jusqu'à six semaines ou plus plus tard lorsqu'elle cohabite avec la forme glauque. Les chercheurs qui ont passé de nombreuses années à étudier Dudleya brittonii, comme Thomas W. Mulroy, sont d'accord avec la conclusion selon laquelle les deux formes méritent une reconnaissance taxonomique appropriée.

## Distribution et habitat
Dudleya brittonii est présent dans l'extrême nord-ouest de la Basse-Californie, depuis La Misión au sud jusqu'aux environs d'Eréndira et sur l'île de Todos Santos. La forme glauque et blanche habite les faces des falaises et les pentes abruptes, tandis que la forme verte habite les zones rocheuses éloignées des falaises et les pentes plates des talus et du sol sous les falaises. Le développement le long de la côte de Basse-Californie met l’espèce en péril.

## Cultivation
Dudleya brittonii est cultivée comme plante ornementale destinée aux rocailles bien drainées et comme plante succulente en pot.
Il a remporté le prix du mérite du jardin de la Royal Horticultural Society. Dans les climats tempérés, il est normalement cultivé sous serre dans du compost de cactus. Cependant, il peut être placé à l'extérieur dans un endroit abrité et ensoleillé pendant les mois d'été.